# Amedissia
Amedissia es un género de coleópteros cibocefálidos descrito en el 2015; posee una única especie: Amedissia argentinus.